# آنه تونسن
آنه تونسن (نروژی: Anne Tønnessen؛ زادهٔ ۱ ژانویهٔ ۱۹۷۴) بازیکن فوتبال اهل نروژ بود.
وی به‌همراه تیم ملی فوتبال زنان نروژ در بازی‌های المپیک تابستانی ۲۰۰۰ به مقام قهرمانی دست پیدا کرده‌است.